# Arroyo Cochengo
Der Arroyo Cochengo ist ein im Süden Uruguays gelegener Fluss.
Der linksseitige Nebenfluss des Arroyo Pando befindet sich auf dem Gebiet des Departamentos Canelones in dessen 14. Sektor und bildet in seinem letzten Abschnitt die Grenzlinie zum 12. Sektor. Er entspringt in der Cuchilla Grande nördlich von San Jacinto und östlich von San Bautista nahe der Kreuzung der Ruta 7 mit der Ruta 81. Von dort fließt er in Nordost-Südwest-Richtung und mündet nordwestlich von San Jacinto in den Arroyo Pando.